# Desmos lecardii
Desmos lecardii là loài thực vật có hoa thuộc họ Na. Loài này được (Guillaumin) R.E.Fr. mô tả khoa học đầu tiên năm 1955.